# L'Orient-Le Jour
L'Orient-Le Jour est un quotidien francophone libanais. C'est un des principaux journaux libanais et du Moyen-Orient. Sa ligne éditoriale rejoint les positions des partis politiques dits du 14-Mars.

## Historique
L’Orient-Le Jour est un quotidien indépendant, né le 15 juin 1971 de la fusion des deux quotidiens libanais les plus influents de langue française, L’Orient (fondé à Beyrouth en 1924 par Gabriel Khabbaz et George Naccache) et Le Jour (fondé en 1934 par Michel Chiha),,.
L’Orient-Le Jour traite aussi bien de politique intérieure que de politique arabe et internationale, de culture que de sport, d’économie, de finance, de musique, de cinéma et télévision, ou de loisirs.
L’Orient-Le Jour crée son premier site internet en 1990, devenant un pionnier de la presse en ligne au Moyen-Orient. Le site web lorientlejour.com se contente de mettre en ligne le contenu du quotidien papier quelques heures après le bouclage. Un effort est fait depuis 2008 pour rendre le site plus interactif et plus instantané dans le traitement de l'information.
L’Orient-Le Jour est publié par la Société générale de presse et d’édition SAL, étendard de la francophonie, qui publie aussi le mensuel économique francophone Le Commerce du Levant. C'est le seul journal quotidien d’expression française au Liban et au Proche-Orient (à l’exception de l’Égypte et d'Israël).

## Notoriété et lectorat
Initialement tourné vers un public libanais francophone relativement aisé et âgé, ce qui lui vaut le surnom de « journal des tantes d’Achrafieh » (quartier chrétien de l'est de Beyrouth), le journal évolue avec sa numérisation, vers la conquête d’un nouveau public plus jeune et plus international. En plus d'élargir géographiquement son public, cela lui permet aussi d'atteindre des lecteurs plus pauvres bénéficiant d'articles en libre accès, ou d'abonnements en ligne meilleur marché qu'en format papier. Ce dernier perdure néanmoins pour ne pas perdre le public plus ancien et fidèle de longue date au journal, son directeur exécutif Fouad Khoury Hélou déclarant que s'il passe entièrement en format numérique « certains de nos lecteurs penseront que nous avons complètement disparu ».
Il occupe le troisième rang parmi les quotidiens libanais, toutes langues confondues, au plan de la diffusion et de la publicité commerciale. Il tire à 15 000 exemplaires en 2020 et reçoit en moyenne plus de 1 million de visiteurs uniques sur son site web. Ses audiences et abonnement connaissaient une forte hausse pendant la « thaoura » (manifestations de 2019-2021 au Liban), puis les explosions au port de Beyrouth du 4 août 2020 (à la suite de laquelle les audiences triplent). Le même phénomène est observé après les séismes de février 2023 en Turquie et Syrie (dont les secousses sont ressenties au Liban), tandis que la couverture en octobre de la même année, de la guerre à Gaza et ses répercussions au Liban conduit à des records d'audience avec 1,4 million de visiteurs par mois sur le site.
Les raisons de sa croissance et de l'attachement qu'il inspire à une partie de ses lecteurs sont multiples. Dans un pays marqué par les fractures politiques, le quotidien est une voix libre, centriste et non-partisane. Sa liberté éditoriale rare dans la région, au nom de laquelle il se permet de critiquer à la fois l’Arabie saoudite, Israël et l’Iran. Il est également très prisé par la diaspora libanaise attachée à son pays d'origine et soucieuse d'en suivre l'actualité : selon le directeur exécutif Fouad Khoury Hélou, 80 % des lecteurs vivent à l'étranger, et près de la moitié sont en France, le reste étant essentiellement dans les pays du Golfe, au Canada, et en l’Australie.

## Récompense
Le 15 novembre 2021, une journaliste de L'Orient-Le Jour, Caroline Hayek, reçoit le prix Albert-Londres, pour ses reportages réalisés à Beyrouth après les explosions du port, en août 2020.
Peu après l'explosion, le journal libanais lance par ailleurs un appel aux dons pour le pays.
Le 29 juin 2022, le quotidien reçoit la Grande médaille de la francophonie de l'Académie française. C'est la première fois qu'un journal se voit décerner cette distinction,.

## PDG du journal depuis la fusion deL'Orientet duJouren 1971
- 1971-1985 : Pierre Eddé
- 1985-1990 : Ghassan Tuéni
- 1990-2019 : Michel Eddé
- 2019- : Nayla de Freige